# Миноносец №209
№ 209 — один из 25 миноносцев типа «Пернов», построенных для Российского Императорского флота.

## История корабля
8 апреля 1895 года зачислен в списки судов Балтийского флота, в 1896 году заложен на Новом Адмиралтействе в Санкт-Петербурге. Строился разборным и был собран во Владивостоке, куда перевезён по железной дороге. Спущен на воду в конце 1897 года, испытан и вступил в строй в 1899 году. 
Участвовал в Русско-японской войне, выполнив несколько походов к побережью Кореи. 15 июля 1911 года сдан к Владивостокскому военному порту для разоружения, демонтажа и реализации с исключением из списков Сибирской флотилии.